# Bastion 36
Bastion 36 är en fransk kriminaldramafilm som hade premiär på Netflix den 28 februari 2025. Filmen är regisserad av Olivier Marchal som även skrivit filmens manus tillsammans med Michel Tourscher.

## Handling
Filmen handlar om en problemtyngd polis som tvingats lämna sin elitstyrka. När hans före detta kollegor mördas under mystiska omständigheter tar han upp jakten.

## Rollista (i urval)
- Victor Belmondo – Antoine Cerda
- Tewfik Jallab – Sami Belkaïm
- Yvan Attal
- Juliette Dol
- Soufiane Guerrab
- Lydia Andréï – Cécile Wagner